# Jorge de Montemor
Jorge de Montemor ou Jorge de Montemayor (Montemor-o-Velho, Portugal, c. 1520 - Piemonte?, Itália, c. 1561) foi um músico, dramaturgo, poeta e escritor português, escrevendo em castelhano.
Foi músico das cortes de Portugal e Castela. Acompanhando Filipe II de Espanha visitou Flandres, e possivelmente a Inglaterra. Passou seus anos finais na Itália. Sua obra mais importante é Los siete libros de la Diana, impressa em torno de 1559, onde combina verso e prosa, sendo considerada a primeira novela pastoral da literatura castelhana, exercendo uma grande influência nas letras do século XVI, traduzida para o alemão, inglês e francês.
Seu Cancionero, publicado em 1554, contém poesias religiosas e profanas. As religiosas foram condenadas pela Inquisição, mas as profanas conheceram grande popularidade, recebendo sete edições até o fim do século XVI. Em outras obras se concentrou na temática religiosa: Diálogo espiritual, manuscrito, dedicado a João III de Portugal; Exposición moral al salmo 86, editada em 1554; Segundo cancionero espiritual (1558); três autos religiosos, que foram representados diante de Filipe II. Traduziu para o castelhano os poemas de Ausiàs March, mas sua versão foi menosprezada por Lope de Vega.